# Sally Bayley
Sally Bayley ist eine britische Literaturwissenschaftlerin.

## Leben
Sally Bayley wuchs in einer großen Familie an der Küste von Sussex auf. Bayley studierte Anglistik, wurde promoviert und arbeitet als Tutorin und  Lecturer am Lady Margaret Hall der Universität Oxford. Sie forschte zur Autorin Sylvia Plath. Neben ihrer 2007 erschienenen Untersuchung über das Verhältnis von bildnerischem Werk Plaths und ihrer Poetik schrieb sie im selben Jahr eine Theaterperformance I Wish I Had A Sylvia Plath über Plaths Leben,  die als beste Solo-Performance beim Edinburgh Fringe Festival gesehen wurde und 2010 als One-woman-Show in New York mehrfach aufgeführt wurde. 2011 veröffentlichte sie mit Tracy Brain das Buch Representing Sylvia Plath. Bayley beriet Suzie Hanna bei dem Kurzfilm Letter to the World über Emily Dickinson. Im  Jahr 2018 erschien ihr autobiografischer Roman Girl With Dove über die kindliche Vorstellungswelt. 

## Werke
- Sylvia Plath and the Costume of Femininity, in: Kathleen Connors (Hrsg.): Eye Rhymes: Sylvia Plath’s Art of the Visual. Oxford : Oxford University Press, 2007, S. 183–204
- Home on the Horizon, America's Search for Space: From Emily Dickinson to Bob Dylan. Oxford : Peter Lang, 2010
- mit Tracy Brain: Representing Sylvia Plath. Cambridge : Cambridge University Press, 2011
- The private life of the diary : from Pepys to tweets. London : Unbound, 2016
- Girl With Dove : A Life Built By Books. Glasgow : William Collins, 2018